# Người Ba Lan ở Pháp
Người Ba Lan ở Pháp là một trong những cộng đồng người gốc Ba Lan lớn nhất châu Âu. HIện nay có khoảng 1 triệu người gốc Ba Lan đang sống tại Pháp, chủ yếu tập trung ở vùng Nord-Pas de Calais, Valenciennes và Ile-de-France.
Một vài cá nhân nổi tiếng của cộng đồng người Ba Lan ở Pháp bao gồm Frédéric Chopin, Adam Mickiewicz, Adam Jerzy Czartoryski, Aleksander Chodźko, Marie Curie, Michel Poniatowski, Raymond Kopa, Ludovic Obraniak, Edward Gierek,  Matt Pokora, Jean-Jacques Goldman và Rene Goscinny.

## Lịch sử

### Khối thịnh vượng chung Ba Lan - Lít-va
Mối quan hệ thân thiết giữa Vương quốc Pháp và Khối thịnh vượng chung Ba Lan - Lít-va được củng cố vào thế kỉ 16, khi các nhà ngoại giao Ba Lan thuyết phục thái tử Pháp Henri de Valois ứng cử cho vị trí Vua của Khối thịnh vượng chung. Valois được bầu và trị vì trong vòng 2 năm ở Ba Lan nhưng xuống ngôi khi ông được thừa hưởng ngai vàng tại quê nhà.

### Cách mạng Pháp và chiến tranh Napoleon
Nhiều thành viên của tầng lớp Szlachta của Ba Lan chạy đến Pháp dưới thời trị vì của Napoleon khi 100,000 người Ba Lan cố gắng lật đổ ách thống trị Nga ở Ba Lan vào đầu thế kỉ 19. Nhiều trong số đó đã gia nhập vào Đại quân Pháp (Grande Armee), như Józef Antoni Poniatowski và Ludwik Mateusz Dembowski

### Cuộc tổng di cư (1831-1870)
Cuộc Tổng di cư là kết cục của hàng ngàn nhân vật chính trị bị đi đày sau cuộc Khởi nghĩa tháng 11 năm 1831, chủ yếu là các quan chức từ Đảng cầm quyền Nga ở Ba Lan giữa những năm 1831-1870

### Thời kì giữa hai thế chiến
Một làn sóng người nhập cư Ba Lan, chủ yếu tìm kiếm công việc tay chân, diễn ra vào giữa hai cuộc thế chiến, khi nhiều người được thuê làm nhân công làm việc tạm thời tại Pháp. Sau khi Thế Chiến thứ 2 xảy ra, nhiều người tị nạn Ba Lan cũng chạy trốn khỏi quân Nazi và Liên Xô.

### Lực lượng Ba Lan chống lại quân Nazi ở Pháp
Trong giai đoạn quân Nazi chiếm đóng Ba Lan, một nhóm lực lượng Ba Lan có tên  Polska Organizacja Walki o Niepodleglosc – Organisation Polonaise de Lutte pour l'Indépendance (POWN), đã được thành lập vào ngày 6 tháng 9 năm 1941 bởi lãnh sự quán Ba Lan ở Paris và chiến đấu cùng quân kháng chiến Pháp. Ngoài ra cũng có nhiều phong trào kháng chiến của người Ba Lan diễn ra trên toàn nước Pháp, chủ yếu là các chiến sĩ từ quân đoàn của Jaroslaw Dabrowski. Kể từ năm 1941, các nhà hoạt động của Đảng Xã hội Ba Lan ở miền Bắc Pháp cũng đã thành lập 2 phong trào khởi nghĩa, Organisation S và Orzel Bialy. Vào năm 1944, Ủy ban Ba Lan Giải phóng Quốc gia (PKWN) được thành lập nhằm ủng hộ quân đội xã hội chủ nghĩa Ba Lan.

### Người Ba Lan ở Pháp sau thế chiến thứ 2
Khi Chủ nghĩa Xã Hội xảy ra ở Ba Lan, hàng ngàn người Ba Lan tại Pháp quyết định về nước để sống ở "Thiên đường Xã hội Chủ nghĩa" này. Ước tính có khoảng 100,000 đến 200,00 người Ba Lan sống ở Pháp, và nhiều nhân viên làm việc cho EU sống tại miền Nam như Arles, Marseille và Perpignan.

## Những cá nhân nổi bật

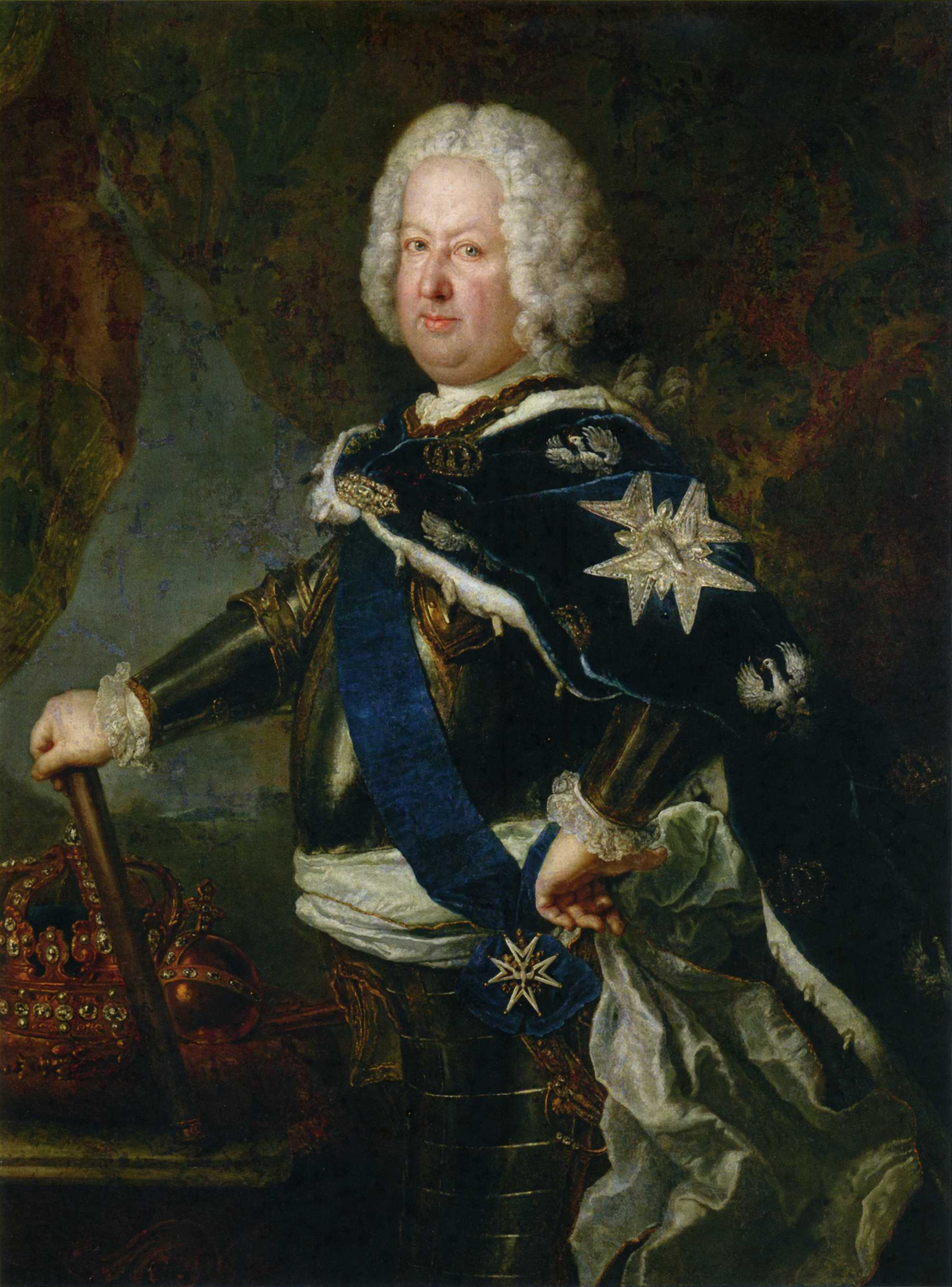
Stanisław Leszczyński, Vua của Ba Lan và công tước vùng Lorraine

### Thế kỉ 18
- Stanisław Leszczyński (1677-1766) Vua của Ba Lan, Công tước của Lorraine
- Maria Leszczyńska (1703-1768) Công chúa Ba Lan, hoàng hậu Pháp

### Nửa đầu thế kỉ 19
- Frédéric Chopin (1810-1849) nhà soạn nhạc
- Samuel Rosenthal (1837-1902) kì thủ cờ
- Marie Walewska (1786-1817) người tình của Napoleon I

### Nửa sau thế kỉ 19
- Count Xavier Branicki (1816-1879) doanh nhân.
- Marie Curie (1867-1934) nhà vật lí học
- Joseph Babinski (1857-1932) bác sĩ
- André Citroën (1878-1935) người sáng lập của Citroën.

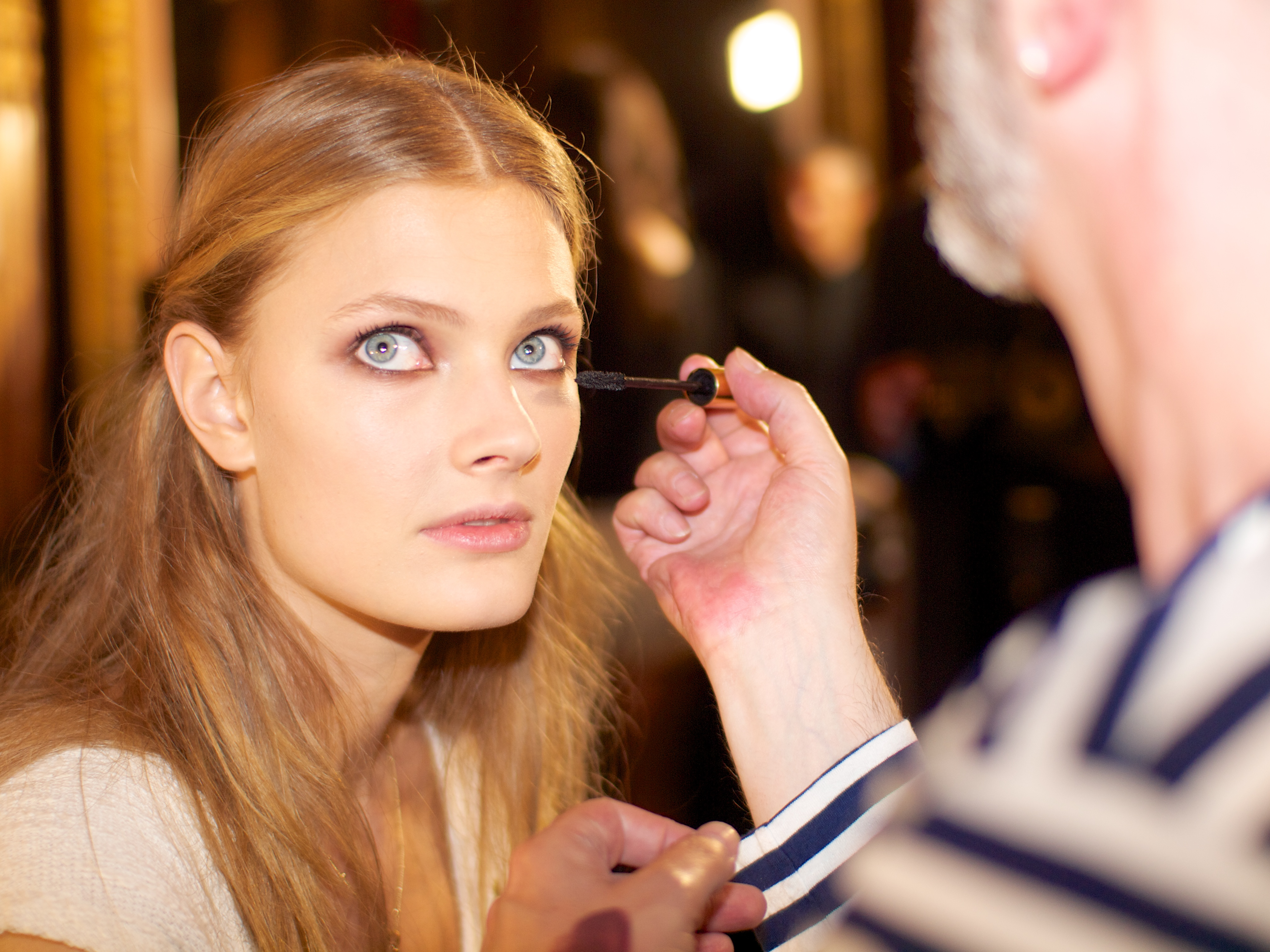
Constance Jablonski, người mẫu

- Constance Jablonski, người mẫuGuillaume Apollinaire (1880-1918) nhà thơ, nhà soạn kịch, tiểu thuyết gia

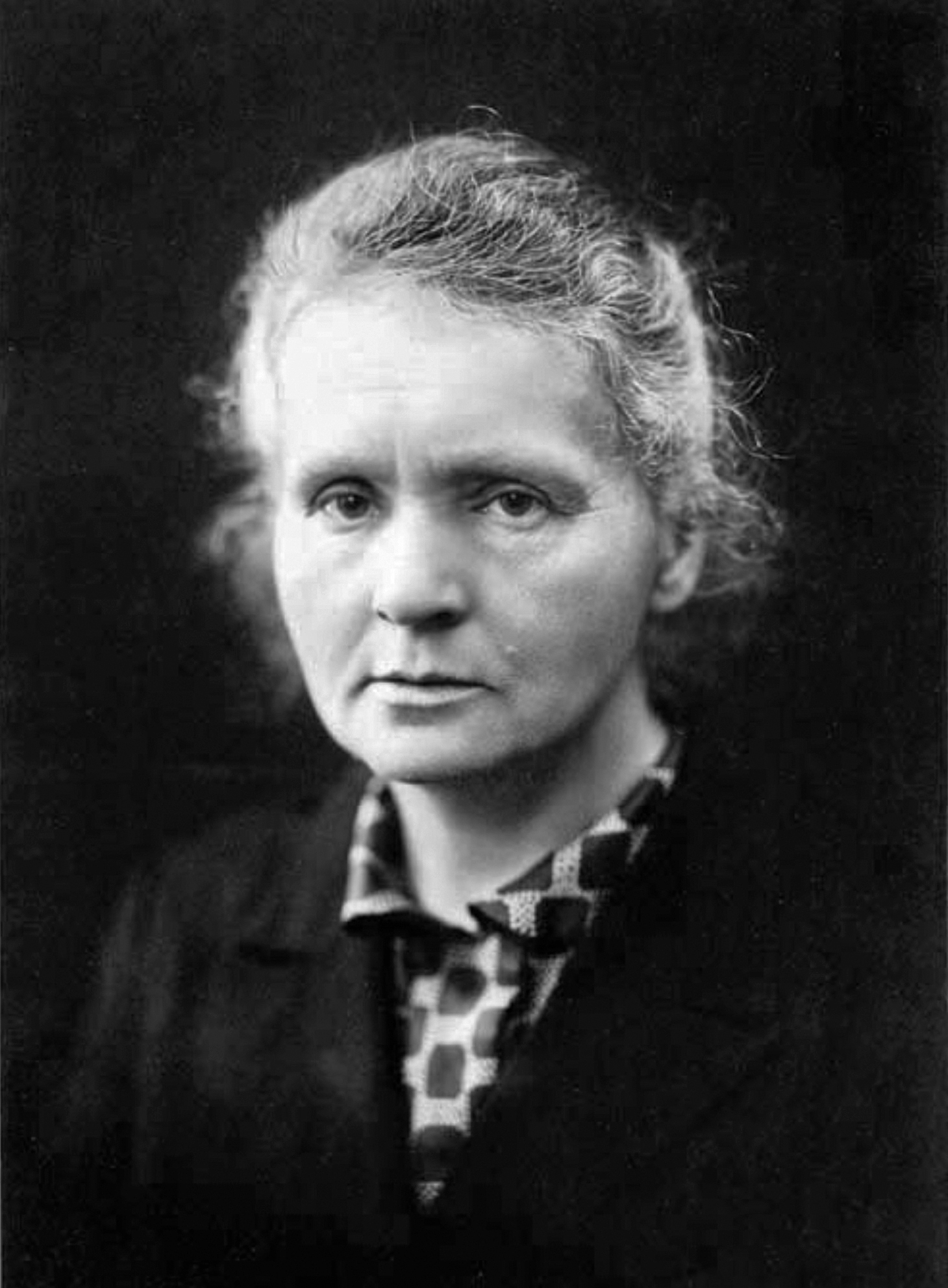
Marie Curie, nhà vật lí học nổi tiếng

### Thế kỉ 20

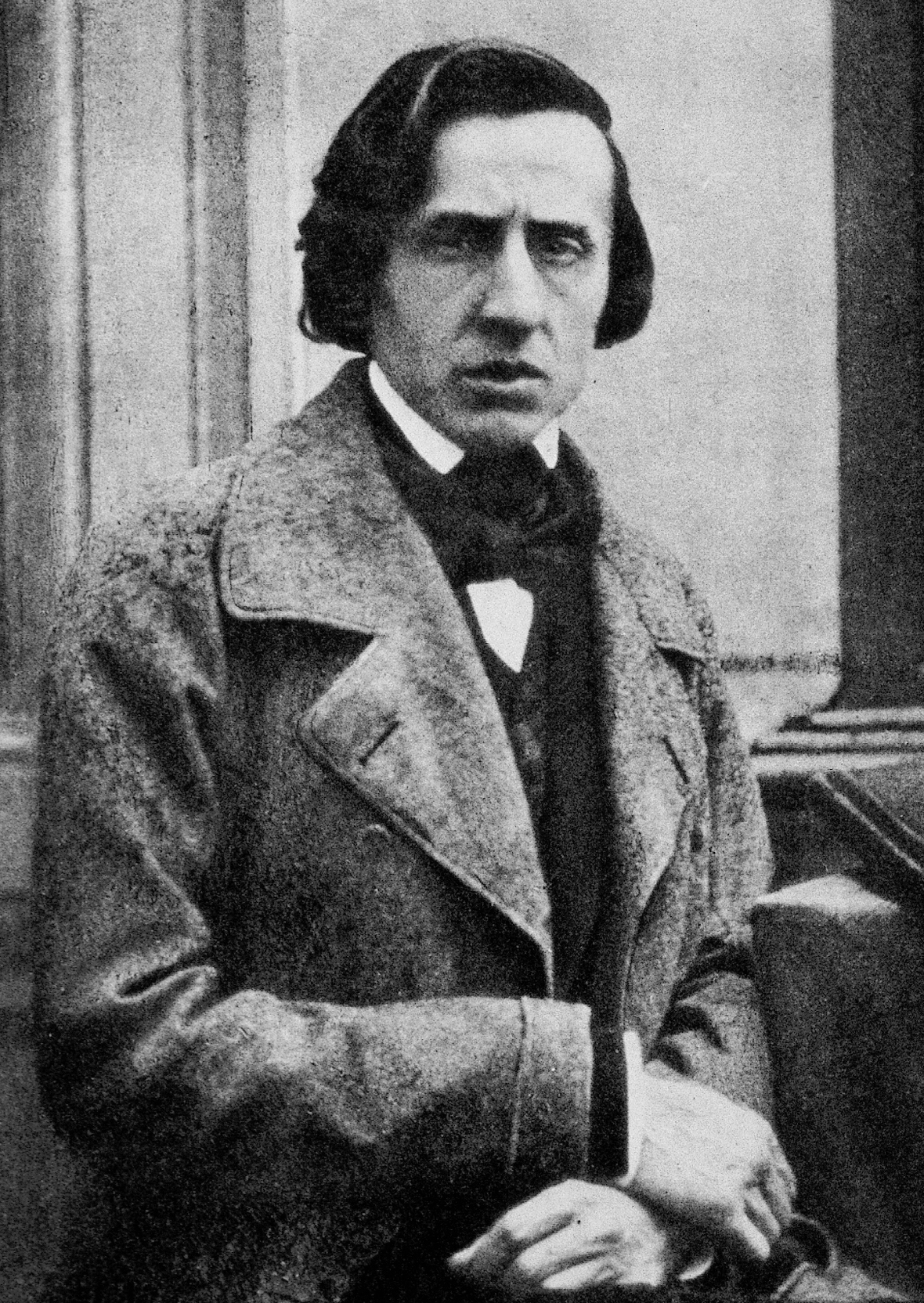
Frederic Chopin, nhà soạn nhạc tài ba

- Jean Epstein (1897-1953) nhà làm phim
- Marie Epstein (1899-1995) diễn viên, đạo diễn
- Gaston Palewski (1901-1984) chính trị gia
- Bernard Pullman (1919-1996) nhà hóa sinh học
- Michel Sima (1912-1987) nhà điêu khắc, nhiếp ảnh.
- René Leibowitz (1913-1972) nhà soạn nhạc
- Jean Snella (1914-1979) cầu thủ
- Haroun Tazieff (1914-1998) nhà địa chất học
- Marcel Landowski (1915-1999) nhà soạn nhạc
- Joseph Wresinski (1917-1988) cha xứ
- Simone Signoret (1921-1985) diễn viên, nhà văn.
- Michel Constantin (1924-2003) diễn viên.
- Michel d'Ornano (1924-1991) chính trị gia.
- César Ruminski (1924-2009) cầu thủ.
- Georges Charpak (1924-2010) nhà vật lí học.
- Henri Burda (1926-1965) cầu thủ.
- Charles Denner (1926-1995) diễn viên.
- René Goscinny (1926-1977) nhà văn.
- Roger Walkowiak (1927-2017) vận động viên đua xe đạp.
- Raymond Kopa (1931-2017) cầu thủ.
- Jean Stablinski (1932-2007) vận động viên đua xe đạp.
- Jeanloup Sieff (1933-2000) nhiếp ảnh gia.
- Roman Polanski (1933-) diễn viên, đạo diễn
- Claude Berri (1934-2009) diễn viên, đạo diễn.
- Georges Perec (1936-1982) nhà văn
- Michel Jazy (1936-) vận động viên

### Thập niên 1940
- Jerzy Giedroyc (1906-2000) nhà văn.
- Robert Budzynski (1940-) cầu thủ
- Joachim Marx (1944-) cầu thủ.
- Sylviane Agacinski (1945-) nhà triết học
- Georges Lech (1945-) cầu thủ
- Raphaël Kleweta (1949-) họa sĩ

### Thập niên 1950
- Jean-Jacques Goldman (1951-) ca sĩ
- Axel Poniatowski (1951-) thị trưởng
- Gerard Krawczyk (1953-) diễn viên
- Catherine Ringer (1957-) ca sĩ

### Thập niên 1960
- Yannick Stopyra (1961-) cầu thủ
- Bruno Wolkowitch (1961-) diễn viên.
- Marc Minkowski (1962-) nhạc sĩ.
- Laurent Romejko (1963-) nhà báo.
- Juliette Binoche (1964-) diễn viên.
- Mathieu Amalric (1965-) diễn viên và nhà làm phim
- Sandrine Kiberlain (1968-) diễn viên và ca sĩ
- Elsa Zylberstein (1968-) diễn viên

### Thập niên 1970
- Nathalie Kosciusko-Morizet (1973-) thị trưởng

### Thập niên 1980
- Frédéric Michalak (1982-) cầu thủ rugby
- Dimitri Szarzewski (1983-) cầu thủ rugby
- Laurent Koscielny (1985-) cầu thủ
- Soko (1985-) ca sĩ
- M. Pokora (1985-) ca sĩ
- Alexandra Putra (1986-) vận động viên bơi lội

### Thập niên 1990
- Constance Jablonski (1991-) người mẫu